# Józef Wieniawski
Józef Wieniawski (23 de mayo de 1837 – 11 de noviembre de 1912) fue un pianista, compositor, director de orquesta y profesor polaco. Nació en Lublin, hermano menor del famoso violinista Henryk Wieniawski.

## Vida
Józef Wieniawski estudió en el Conservatorio de París con Pierre Zimmermann y Antoine François Marmontel en 1847, acabando en 1850. En 1855 recibió una beca del Zar de Rusia para estudiar con Franz Liszt en Weimar y desde 1856 hasta 1858 en Berlín con Adolf Bernhard Marx, con quien estudió teoría de la música.
Después de actuar, entre 1851 y 1853 como compañero de su hermano, decidió seguir su propia carrera como virtuoso del piano. En las giras de conciertos por Europa, no sólo interpretó sus propias composiciones, incluyendo el Concierto para Piano en sol menor, sino también las obras de Beethoven, Schubert, Mendelssohn, Liszt, Schumann y Weber.
Después de Franz Liszt, fue el primer pianista en interpretar públicamente todos los estudios de Chopin. Apareció con Liszt en recitales en París, Londres, Copenhague, Estocolmo, Bruselas, Leipzig y Ámsterdam.

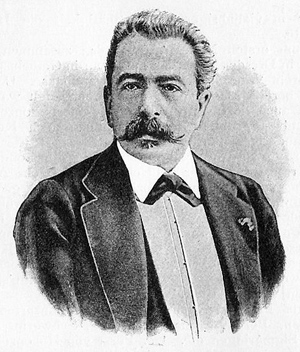
Retrato de Józef Wieniawski.

Después de regresar a París estableció relaciones amistosas con Rossini, Gounod, Berlioz y Wagner. También se aproxima a la Corte Imperial para convertirse en un artista favorito de Napoleón III. Luego se trasladó a Moscú , donde fue nombrado profesor en la facultad de piano del Conservatorio de Moscú, fundada en 1866. Contrariamente a las afirmaciones de muchos orígenes, nunca se convirtió en profesor en el Conservatorio Real de Bruselas, pero vivió en esta ciudad a partir de 1902. Murió en Bruselas a los 75 años.
Aunque ahora olvidado, Józef Wieniawski gozaba de una gran reputación como uno de los mejores músicos de su época. En el final de su vida un joven periodista le preguntó cuánto tiempo tenía la intención de servir a la música. Él respondió: "mientras siga siendo joven!"

## Colaboraciones
Józef Wieniawski también tenía obras contemporáneas de compositores polacos en el repertorio, como Stanislaw Moniuszko, Moritz Moszkowski, Carl Tausig, Wladyslaw Żeleński, Antoni Stolpe y Edouard Wolff. Como músico de cámara actuaba con frecuencia con los más prestigiosos violinistas, violonchelistas y cantantes de la época, incluyendo a Pablo de Sarasate, Henri Vieuxtemps, Apolinary Katski, Eugène Ysaÿe, Jenő Hubay, Leopold Auer, Joseph Joachim, Carlo Alfredo Piatti, Ignacy Jan Paderewski, Louis Diémer, Pauline Viardot y Marcella Sembrich.
Además de una sinfonía y el concierto para piano y orquesta, Wieniawski, ha compuesto entre otras obras, una sonata para piano, 24 estudios, dos estudios de concierto, una balada en mi menor, una polonesa,una mazurca, barcarolas, impromptus, valses, y muchas piezas cortas de piano. Sus composiciones, escritas para ser tocadas en sus propios conciertos, poseen cualidades artísticas y dificultades técnicas del más alto nivel, a fin de dar una clara idea de sus habilidades como intérprete. Dejó 11 grabaciones mecánicas de sus piezas para piano, que hasta la fecha no han salido a la luz.

## Composiciones
- Allegro de Sonate for Violin and Piano, Op. 2
- Valse de Concert No. 1 in D-flat major, Op. 3 "À mon maître et ami Mr A. Marmontel, Professseur au Conservatoire de Paris"
- Tarantella, Op. 4 "À Monsieur F. Liszt"
- Grand Duo Polonais for Violin and Piano, Op. 5
- Valse de Salon, Op.7 "À Son Altesse La Princesse de Hohenzollern-Hechingen"
- Barcarolle-Caprice, Op. 9
- Souvenir of Lublin, Op. 12
- Piano Concerto, Op. 20
- Polacca, Op. 21
- Piano Sonata, Op. 22
- Fantaise et Fugue, Op. 25 "À Monsieur Joachim Raff"
- Sonata for Cello and Piano, Op. 26
- Sur l'Océan, Op. 28
- Valse de Concert, Op. 30
- Ballata, Op. 31
- Improviso, Op. 34
- Deuxieme Tarantelle, Op. 35 "À Madame Anette Essipoff"
- Nocturne, Op. 37 "À Mademoiselle Marie Iwanowska"
- Piano Trio, Op. 40
- Fantasia for 2 Pianos, Op. 42 "À Monsieur Rodolphe Strobl"
- Guillame le Taciture, Overture for Orchestra, Op. 43
- 24 Études de mécanisme et de style for Piano, Op. 44
- Reverie for Piano, Op. 45 "À Mademoiselle Jeanne de Fortis"
- Valse-Caprice, Op. 46 "À Monsieur Paul de Schlözer"
- Symphony in D major, Op. 49

## Discografía
- 2008: Piano Works vol. 1 – Acte Préalable AP0184
- 2014: Piano Works vol. 2 – Acte Préalable AP0291
- 2014: Guillaume le Taciturne - Sinfonía – Acte Préalable AP0331
- 2017: Piano Music vol. 3 – Acte Préalable AP0405
- 2017: Piano Music vol. 4 – Acte Préalable AP0406
- 2018: Completa la Música Vocal – Acte Préalable AP0410

## Legado

### Fondo Józef Wieniawski
La Biblioteca del Real Conservatorio de Bruselas conserva una importante serie de autógrafos manuscritos de J. Wieniawski, donados por su hija, Elisabeth Wieniawska, recogidos en el Fondo Józef Wieniawski. Entre ellos se incluyen la Sonata para violín y piano, op. 20 y el Concierto para piano y orquesta, op. 24, dedicado a Leopoldo II de Bélgica, entre otros.